# Estadio Metropolitano de San Cristóbal
El Estadio Metropolitano de San Cristóbal es una infraestructura deportiva construida para la práctica del béisbol, ubicada en la ciudad de San Cristóbal en los andes venezolanos específicamente en el estado Táchira. Fue inaugurado en 2005.

## Descripción
Fue edificada por el Instituto Nacional de Deportes de Venezuela (IND) y la gobernación del Estado Táchira, justo al lado del Polideportivo de Pueblo Nuevo de Fútbol, especialmente con motivo de la celebración de los Juegos Deportivos Nacionales "Andes 2005", tomando como referencia al "Coors Field", hogar de los Rockies de Colorado, posee una capacidad para 22 mil espectadores sentados, cabinas para la transmisión por televisión y radio, 2 ascensores, 9 mil metros cuadrados de gramado del tipo "Bermuda", Salones VIP, rampas internas para acceso y desalojo, un techado especial que no requiere mantenimiento, y una escultura en la entrada realizada por el tachirense Jorge Belandría, aunque oficialmente se inauguró en la ceremonia de cierre de los juegos, el primer partido de béisbol que se jugó fue el 30 de diciembre de 2005, entre 2 equipos profesionales de la liga venezolana: Los Tiburones de La Guaira y las Águilas del Zulia, que ganó el primero 3 carreras por una. También es utilizado por los diferentes equipos de las ligas menores de béisbol efectuándose juegos todos los fines de semana entre los meses de diciembre y agosto. 